# Cessione del quinto dello stipendio
La cessione del quinto dello stipendio (più semplicemente cessione del quinto), in Italia, è un metodo di estinzione di un prestito personale.
Consiste nella cessione di quote del proprio stipendio o salario per un valore fino ad un quinto del medesimo, valutato al netto delle ritenute.

## Disciplina normativa
L'istituto venne introdotto nel secondo dopoguerra, dal Decreto del presidente della Repubblica 5 gennaio 1950, n. 180, e dal relativo regolamento attuativo, il Decreto del presidente della Repubblica 28 luglio 1950, n. 895.

## Caratteristiche del prestito
L'espressione cessione del quinto di stipendio deriva dal fatto che l'importo massimo della rata di rimborso del prestito non può superare il valore di 1/5 (cioè il 20%) dello stipendio mensile netto continuativo, inoltre la durata massima consentita è di 120 mesi e la minima abitualmente non è inferiore ai 24 mesi.

Il termine massimo della durata non può eccedere comunque il termine del rapporto di lavoro e il pensionamento, tranne che per i dipendenti pubblici, i quali possono decidere se estinguere il debito o traslarlo sulla pensione.

Oggi è possibile l'accesso alla cessione anche da parte dei pensionati ed in questo caso la scadenza non può eccedere il 90º anno di età, anche se oggi nella prassi le compagnie di assicurazione limitano il rischio assumendo prodotti con un massimo di 85 anni. Tuttavia alcuni gruppi bancari, facendo ricorso al fondo previdenziale INPDAP riescono ad arrivare fino ad un massimo di 95 anni di età.
La legge prevede che, al momento della stipula del contratto con la società finanziaria, si stipuli anche una assicurazione sui rischi vita ed impiego. Nel caso di "rischio impiego" l'assicurazione interviene, ma ha diritto di rivalsa nei confronti del debitore, nei limiti del TFR (Trattamento di fine rapporto) fino a quel momento maturato: tale cifra, accantonata dall'azienda in un apposito fondo, resta quindi indisponibile per il mutuatario che accede al finanziamento; si tratta quindi di un'assicurazione a vantaggio della finanziaria. Nel caso di "rischio vita", l'assicurazione interviene senza vantare diritto di rivalsa nei confronti degli eredi.

## Debitore e creditore

### Chi può contrarre il prestito
Come previsto dall'ultima versione del D.P.R. 5 gennaio 1950 n. 180 (come aggiornato dalla legge 14 maggio 2005 n. 80) possono fruire di questa forma di prestito tutti i lavoratori dipendenti, sia dello Stato e del comparto para-statale (come specificamente previsto dal testo originale del provvedimento legislativo), sia delle aziende private (come definitivamente sancito dagli aggiornamenti previsti dalla legge 80/2005). Nella stessa legge 80/2005 è stata estesa la possibilità di cedere parte della propria retribuzione anche ai pensionati di tutti gli enti previdenziali.
Possono contrarre la richiesta anche i dipendenti delle aziende private, ma la banca o l'ente finanziario si riserva la possibilità di valutare le garanzie. Le aziende vengono valutate per il capitale sociale, il numero di dipendenti e soprattutto si guarda se in passato hanno autorizzato altri contratti di cessioni ai propri dipendenti. Quest'ultima verifica dimostra se l'azienda è precisa nei pagamenti.

Può succedere che nel tempo alcune aziende private che prima sono valutate positivamente perdano la possibilità di concedere ai propri dipendenti la trattenuta, perché dalle banche risultano poco gradite.

### Chi può erogare il prestito
Il DPR 180/1950 individua i soggetti autorizzati ad erogare il prestito all'articolo 15: 
Tale previsione deve essere letta alla luce della disciplina di settore prevista dal d.lgs 1º settembre 1993 n. 385 (testo unico bancario) che identifica nelle banche e negli intermediari finanziari iscritti presso apposito elenco dell'Ufficio italiano cambi (UIC) gli unici soggetti abilitati ad erogare finanziamenti sotto ogni forma. Tuttavia dal 1º gennaio 2008 l'Ufficio Italiano Cambi è stato soppresso e le sue funzioni sono esercitate dalla Banca d'Italia, che succede in tutti i diritti e rapporti giuridici di cui l'UIC è titolare (d.lgs. 21 novembre 2007 n. 231).
L'attività di prevenzione e contrasto al riciclaggio e al finanziamento del terrorismo internazionale verrà svolta, in piena autonomia e indipendenza, dall'unità di informazione finanziaria istituita presso la Banca d'Italia.

Le altre funzioni istituzionali dell'Ufficio saranno svolte dalle corrispondenti strutture della Banca d’Italia e le relative informazioni saranno disponibili nelle sezioni del sito stesso che trattano le rispettive materie.
Di fatto una persona che desidera contrarre un prestito con cessione del quinto di stipendio, dovrà rivolgersi ad un mediatore creditizio iscritta all'apposito albo tenuto dalla Banca d'Italia.

Compito del mediatore creditizio sarà quello di fare da interfaccia tra il cliente e le banche o le società di intermediazione finanziaria di cui sopra. Il compenso del mediatore creditizio viene pagato da queste ultime. È fatto espresso divieto al mediatore creditizio di chiedere compensi in denaro al cedente.

Altra figura è l'agente in attività finanziaria che ha un'area di manovra maggiore del mediatore creditizio con compiti più vasti anche questa figura è inserita nell'albo della Banca D'Italia "Agenti in attività finanziaria".
Per entrambe le figure si necessita anche dell'iscrizione all'albo IVASS alla sezione E, dato che una componente fondamentale nei contratti di cessione del quinto sono le polizze assicurative. Nulla vieta di rivolgersi per la richiesta del finanziamento anche direttamente all'intermediario finanziario.

## Caratteristiche del finanziamento
La particolarità di questa soluzione di finanziamento è che il rimborso avviene con trattenuta della rata direttamente in busta paga.

Tale peculiarità fa sì che il rischio di insolvenza volontaria del debitore venga abbattuto fortemente anche se, trattandosi comunque di una cessione volontaria, è sempre e comunque revocabile. Da ciò deriva anche che, in virtù della forma tecnica del prodotto, è previsto il coinvolgimento del datore di lavoro nell'estinzione del finanziamento quale condizione fondamentale per l'erogazione del prestito.

In buona sostanza sarà il datore di lavoro a pagare la rata alla Banca trattenendo contestualmente l'importo dalla busta paga del proprio dipendente.

## Gli obblighi del datore di lavoro
Il datore di lavoro è obbligato ad accettare una richiesta di cessione del quinto da parte di un dipendente.
La sottoscrizione del contratto lo vincola a due precisi obblighi:
1. a trattenere la rata indicata nel contratto dalla busta paga del dipendente e a versarla alla Banca erogante il prestito. Questo obbligo persiste per tutta la durata del piano di ammortamento ma solo se c'è una busta paga su cui addebitare la rata. In caso di cessazione o sospensione della busta paga per qualsivoglia motivo (dimissioni, licenziamento, aspettativa ecc.) il datore di lavoro è legittimato a interrompere il pagamento della rata. Il datore di lavoro non è mai responsabile del corretto pagamento del prestito ma viene semplicemente incaricato del pagamento della rata;
2. in caso di dimissioni o licenziamento dovrà trattenere ogni somma maturata dal dipendente presso l'azienda e versare tale somma alla banca erogante. Questa la utilizzerà per estinguere totalmente o parzialmente il debito residuo. È il caso, principalmente, della liquidazione maturata, ma anche di ogni altra somma maturata al momento della comunicazione delle dimissioni/licenziamento: ultimo stipendio, tredicesima, ferie non godute, ecc.

Nessun altro obbligo è previsto per il datore di lavoro.

## Struttura finanziaria
Come qualsiasi prodotto finanziario estinguibile secondo la formula della rateizzazione, elementi finanziari principali di tale operazione sono:
- la rata la cui entità viene determinata entro una soglia massima pari al quinto dello stipendio percepito dal debitore. Tale importo, una volta determinato contrattualmente, resta fisso durante l'intero piano di ammortamento, non essendo prevista dal legislatore la possibilità di variarla durante l'estinzione del prestito, a meno che non si tratti di rinnovo ante termine (per il quale, in ogni caso, debbono comunque essere trascorsi almeno i 2/5 del periodo di ammortamento, ossia il 40%);
- si precisa che il rinnovo ante termine è possibile anche prima dei 2/5 se rinegoziamo il finanziamento di cessione passando da una durata di 60 mesi ad una a 120 mesi per una sola volta

| Durata Cessione in Corso | Numero rate da Saldare PRIMA del Rinnovo |
| ------------------------ | ---------------------------------------- |
| 120 mesi (10 anni)       | 48                                       |
| 108 mesi (9 anni)        | 44                                       |
| 96 mesi (8 anni)         | 39                                       |
| 84 mesi (7 anni)         | 34                                       |
| 72 mesi (6 anni)         | 29                                       |
| 60 mesi (5 anni)         | 24 o prima se il rinnovo è decennale     |
| 48 mesi (4 anni)         | 19 o prima se il rinnovo è decennale     |
| 36 mesi (3 anni)         | 15 o prima se il rinnovo è decennale     |
| 24 mesi (2 anni)         | 10 o prima se il rinnovo è decennale     |

- periodicità delle rate di rimborso, previste dal legislatore con cadenza mensile;
- la durata del finanziamento, stabilita entro un massimo di dieci anni (120 mensilità), compatibilmente con la data di pensionamento anche se dipendenti ministeriali hanno la facoltà di trasferire il finanziamento sulla pensione e talvolta anche alcuni pubblici.
- il tasso d'interesse (tasso annuo nominale o TAN), previsto fisso dal legislatore per tutta la durata del finanziamento, e la struttura dei costi dell'operazione, sintetizzati dal Tasso annuo effettivo globale (TAEG) che comprende tutti i costi anche i premi assicurativi.

### Polizza assicurativa obbligatoria
Il D.P.R. 180/1950, che disciplina l'erogazione dei prestiti contro cessione del quinto dello stipendio, prevede l'obbligatorietà della copertura assicurativa a tutela dell'intermediario finanziario che eroga il finanziamento nei casi di morte e di perdita del lavoro.
Proprio perché la legge prevede l'obbligo della copertura assicurativa, nella cessione del quinto sono le assicurazioni che stabiliscono i criteri per assumere il rischio o meno delle pratiche a seconda del tipo di cliente.
I dipendenti statali hanno più facilità nell'accedere a questo tipo di finanziamento in quanto meno "rischiosi" per le assicurazioni e istituti di credito.
Naturalmente per i pensionati c'è solo la copertura rischio vita; in caso di morte del cliente, l'assicurazione estingue il debito residuo.